# Олешківська вулиця (Київ)
Олешківська ву́лиця — вулиця в Шевченківському районі міста Києва, місцевість Сирець. Пролягає від провулку Джорджа Орвелла до вулиці Щусєва.
Прилучається вулиця Вавилових.

## Історія
Вулиця виникла у середині XX століття під назвою 881-а Нова. 1953 року отримала назву Орловська, на честь російського міста Орел . 
Сучасна назва на честь міста Олешки — з 2022 року.

## Зображення

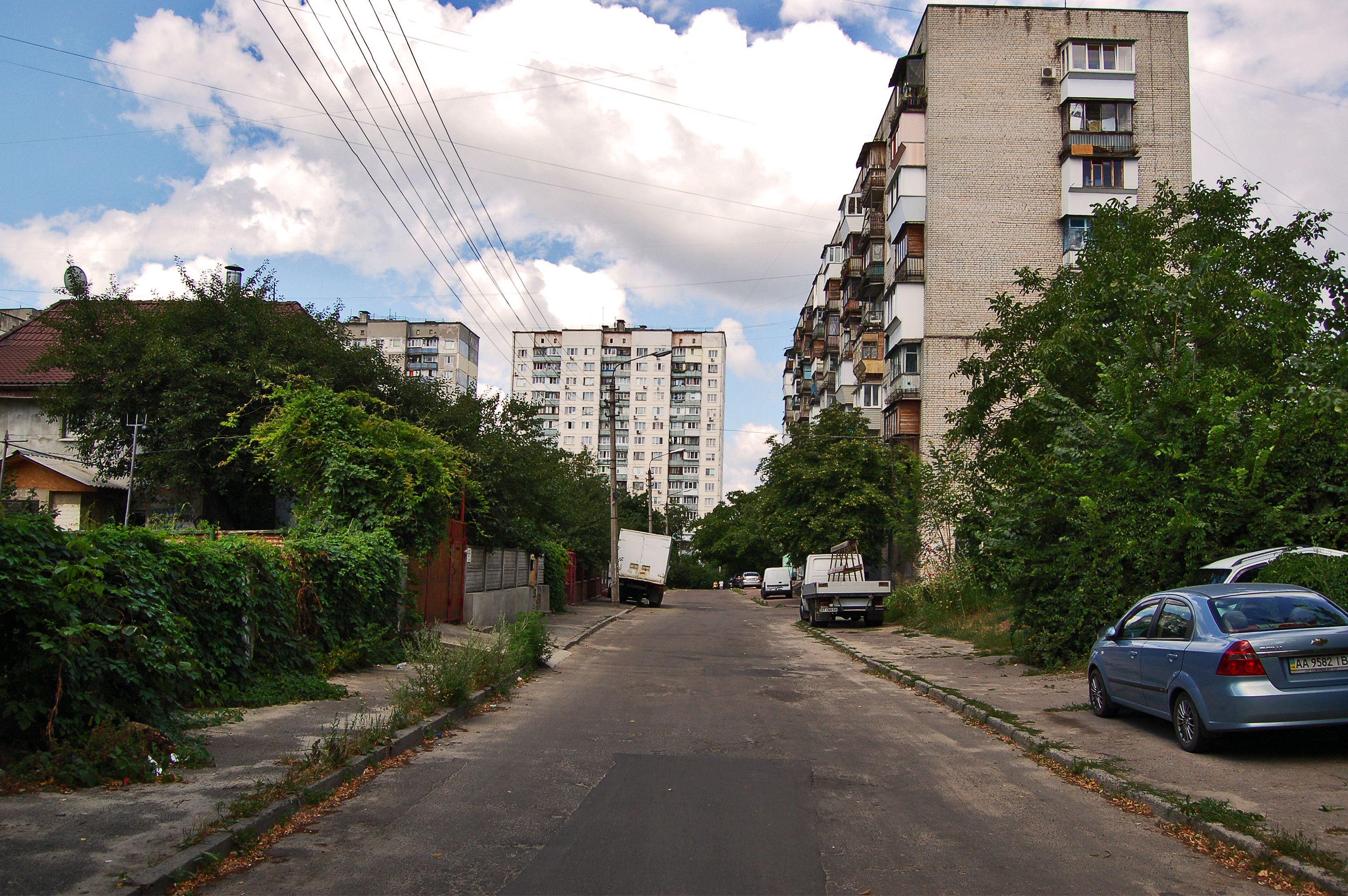
Початок вулиці
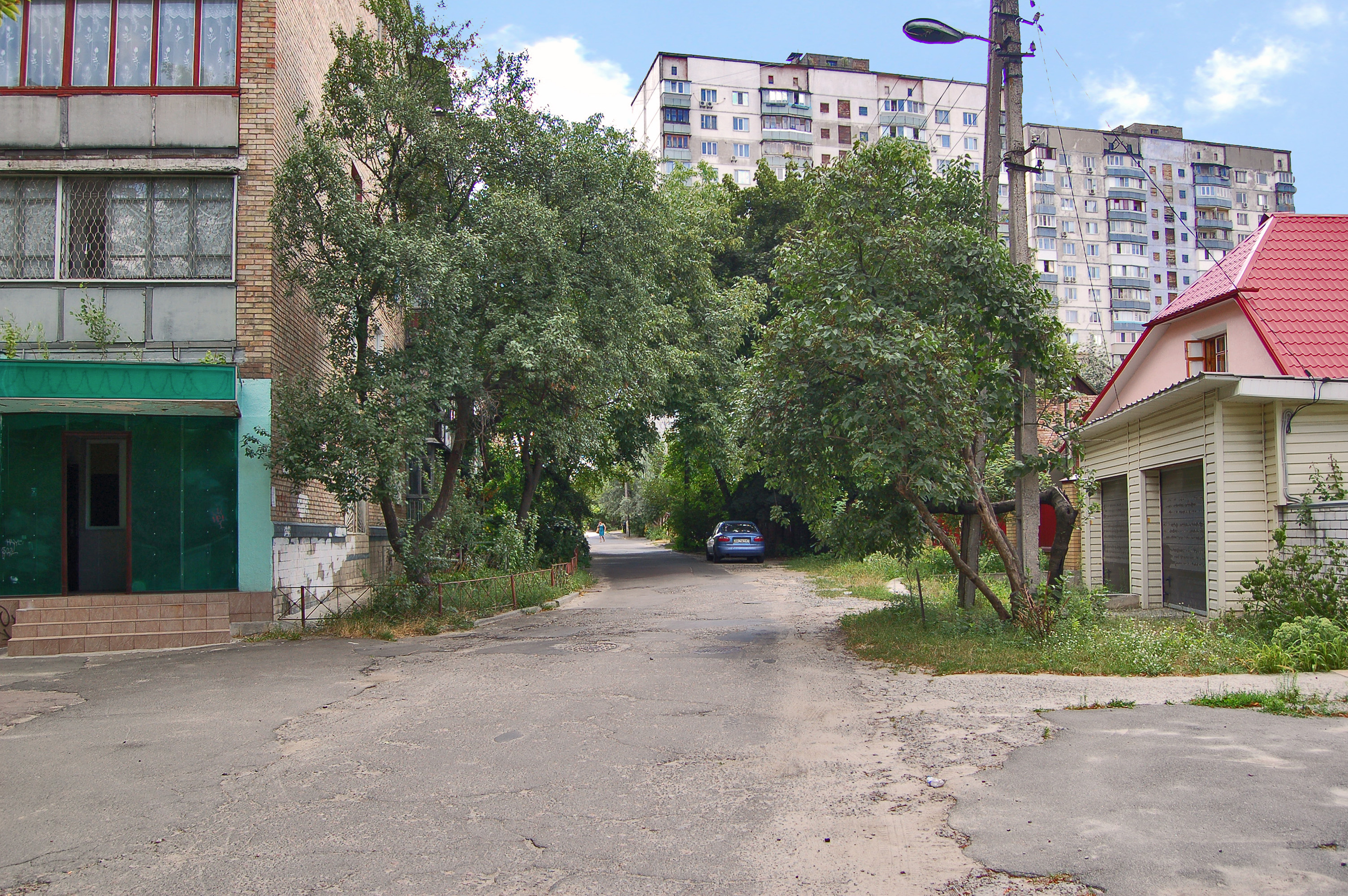
Кінцева частина вулиці